# 惹呼拉
惹呼拉（梵文：Rahula, 惹呼意為羅睺星，惹呼拉意即持住羅睺星者），印度大乘密宗人士，八十四成就者之一。

## 簡介
惹呼拉出生於印度卡瑪鹿巴地方的低種姓人家，當他衰老，親友離棄，於是他鬱悶的獨居墳場。有瑜珈士經過，問他在此地做什，他說他的青春猶如明月，已被羅睺吞蝕，只能獨居待死。於是瑜珈士給予老人轉化精神力量的灌頂，並且教授他種子點的法要。如是，老人修持了十六年的時間，證得大手印成就，廣演法教傳予卡瑪鹿巴的人們。之後即身進入空行淨土。